# هنري أورتن ويلي
هنري أورتن ويلي (بالإنجليزية: H. Orton Wiley)‏ هو عالم عقيدة أمريكي، ولد في 1877، وتوفي في 1961.